# 黄珊汕
黃珊汕（英語：HUANG Shanshan，1986年1月18日—），福建福州人，中國蹦床運動员。

## 簡歷
黄珊汕在1991年開始於福建福州体育学校接受體操訓練，當時的教练是黄美燕和陈辉；三年後，進入了福建省体工队，轉跟卓贤麟教练練習體操；四年後，轉練蹦床。卓至今仍是黄珊汕的教练。黃於省隊時已有良好的成績，1998年在全國蹦床冠軍賽中得到個人賽亞軍和團體賽冠軍。一年後，她先在全國蹦床錦標賽中的個人和團體奪冠，又在全國蹦床冠軍賽衛冕團體冠軍、個人賽季軍；同年10月，代表中国队参加在南非举行的世界年龄组蹦床锦标赛，获得第二名。
2000年，黄珊汕第二次衛冕團體冠軍的全國冠軍賽與全國錦標賽的團體冠軍，在個人賽中得亞軍。2001年，她先代表中国队参加在悉尼举行的世界青年蹦床锦标赛，在女子個人賽得亞軍，後在全國錦標賽（暨第九届全运会预赛）再次成為團體賽和個人賽的冠軍；同年8月，在丹麦举行的世界蹦床锦标赛年龄段的比赛中，再夺得女子15-16歲年齡組冠軍，及後又在九運會中助福建隊贏得團體賽金牌。
2002年，黄珊汕在全國錦標賽中合拍鄭曉鋆參賽雙人同步贏得冠軍，又三度取得全國冠軍賽的團體和個人賽冠軍。同年，她正式入選中國國家隊。一年後，即代表中國參加世界蹦床錦標賽，她在個人賽的预赛取得第三名进入决赛，成為首位進入該賽事決賽的中國選手；可是卻於決賽中嚴重失誤，在第三跳时摔倒，最後仅得第8名；團體賽則得到亞軍。其後，她又在蹦床世界杯的個人賽中得到亞軍。
2004年，黄珊汕在雅典奧運中的女子個人蹦床項目奪得銅牌，是中國在奧運歷史中的首面蹦床獎牌。
2005年，黃珊汕在十運會中的女子個人賽中以39.50分贏得金牌，又為福建摘下女子團體賽的金牌。一年後，她又在多哈舉行的亞運會奪得金牌。2007年世界錦標賽中，她於女子個人小項中以38.55分取得銀牌，並得到來年北京奧運的參賽資格。然而，在北京奧運的女子彈床比賽中，黄珊汕在資格賽當中只能取得第14名。
2010年，黃珊汕在廣州舉行的亞運會中，以41.40分壓倒隊友何雯娜，成功衛冕亞運金牌。

## 主要比賽成績

### 國內比賽
- 1998年：全国蹦床冠军赛 团体 冠军、个人 亚军
- 1999年：全国蹦床锦标赛 团体 冠军、个人 冠军
- 1999年：全国蹦床冠军赛 团体 冠军、个人 第三名
- 2000年：全国蹦床锦标赛 团体 冠军、个人 亚军
- 2000年：全国蹦床冠军赛 团体 冠军、个人 亚军
- 2001年：全国蹦床锦标赛 团体 冠军、个人 冠军
- 2001年：全国蹦床冠军赛暨全运会决赛 团体 冠军
- 2002年：全国蹦床锦标赛 双人同步 冠军 （拍檔：郑晓鋆）
- 2002年：全国蹦床冠军赛 团体 冠军、个人 冠军

### 國際比賽
- 2003年：世界蹦床錦標賽 团体 亚军、个人 第八名
- 2003年：世界杯法国站 个人 亚军
- 2004年：雅典奥运会 女子单人 铜牌
- 2006年：世界杯德国站、瑞士站个人冠军，俄罗斯站个人第四名，总决赛个人第八名
- 2006年：多哈亚运会 女子单人 金牌
- 2007年：世界蹦床錦標賽 个人 亚军
- 2007年：世界杯加拿大站、中国站个人亚军
- 2008年：世界杯法国站个人亚军
- 2010年：廣州亚运会 女子单人 金牌

## 外部連結
- Huang Shanshan在国际体操联合会的相关介绍（英文）